# Association des critiques et des journalistes de bande dessinée
 (novembre 2018).
L'Association des critiques et journalistes de bande dessinée (ACBD) est une association loi de 1901 créée en janvier 1984 afin de promouvoir l’information sur la bande dessinée dans les médias et réunir les personnes qui traitent régulièrement de bandes dessinées dans un média, sans être liés à l’édition d’une part importante de cette production.
Cette association compte 103 membres en 2023, journalistes et chroniqueurs de presse écrite nationale et régionale (quotidiens et magazines), de radios nationales et locales, de télévisions et des nouvelles technologies.
L'association accueille aussi des chercheurs et spécialistes de la bande dessinée.
Son siège social est situé à Paris, dans le 18e arrondissement.

## Histoire
Initialement liée au festival d'Angoulême où quelques journalistes remettaient en salle de presse le prix Bloody Mary (du nom de l'album de Jean Teulé et Jean Vautrin, premier primé) qui est devenu grand prix de la critique, l'ACBD invite journalistes et acteurs du monde de la bande dessinée. Y participent :
- Des journalistes et éditeurs (la branche BD du Syndicat national de l'édition s'appuie chaque année sur l'enquête exhaustive de Gilles Ratier, secrétaire général de l'ACBD, pour observer le paysage des publications dans l'espace francophone européen)
- Des journalistes et intervenants de différents festivals dont l'ACBD relaie la programmation, l'activité et les palmarès
- Les journalistes qui, par l'intermédiaire de ce réseau, se communiquent les informations du secteur.

## Remise de prix

### Prix de la critique
L'ACBD est aussi un collectif qui décerne le grand prix de la critique. Les différentes étapes de sélection des albums, qui associent l'ensemble des adhérents, permettent de désigner tout d'abord une liste d'albums nommés puis l'album qui se voit décerner le prix.

### Prix Asie
Depuis 2007, l'ACBD décerne également un Prix Asie lors de la remise des Japan Expo Awards à la Japan Expo. Elle a récompensé :
- 2007 : Gen d'Hiroshima de Keiji Nakazawa (Vertige Graphic)
- 2008 : Le Visiteur du Sud, le journal de Monsieur oh en Corée du Nord d'Oh Yeong Jin (Éditions FLBLB)
- 2009 : Undercurrent de Tetsuya Toyoda
- 2010 : Pluto de Naoki Urasawa
- 2011 : Elmer de Gerry Alanguilan
- 2012 : Une vie dans les marges de Yoshihiro Tatsumi
- 2013 : Opus de Satoshi Kon
- 2014 : Wet Moon d'Atsushi Kaneko
- 2015 : Poison City de Tetsuya Tsutsui
- 2016 : Chiisakobé de Minetarō Mochizuki
- 2017 : La Cantine de minuit de Yarō Abe[2]
- 2018 : Sous un ciel nouveau de Kei Fujii et Cocoro Hirai[3]
- 2019 : Les montagnes hallucinées, de Gō Tanabe[4]
- 2020 : Sengo, de Sansuke Yamada[5]
- 2021 : Tomino la maudite de Suehiro Maruo[6]
- 2022 : La Princesse du Château sans fin de Shintaro Kago[7]
- 2023 : Darwin's Incident de Shun Umezawa[8]
- 2024 : River End Café, d'Akio Tanaka[9]

### Prix ACBD-Québec
À partir de 2015, un groupe de critique québécois se réunit pour décerner un prix de la bande dessinée québécoise. Ce groupe sélectionne trois titres au sein des parutions de l'année (souvent non distribuées en France) et tous les membres de l'ACBD peuvent les lire et désigner leur favori. Le prix est remis en novembre lors du Salon du livre de Montréal.
- 2015 : Les Aventures, de Jimmy Beaulieu, Les Impressions nouvelles.
- 2016 : La Femme aux cartes postales, dessin de Jean-Paul Eid, scénario de Claude Paiement, La Pastèque.
- 2017 : Louis parmi les spectres, dessin d'Isabelle Arsenault, scénario de Fanny Britt, La Pastèque.
- 2018 : Vogue la valise : L’Intégrale, de Siris[12], La Pastèque.
- 2019 : La Petite Russie, de Francis Desharnais, Pow Pow[13].
- 2020 : La Bombe, dessin de Denis Rodier, scénario d'Alcante et Laurent-Frédéric Bollée, Glénat[14].
- 2021 : Le Petit Astronaute, de Jean-Paul Eid, La Pastèque[15].
- 2022 : Football Fantaisie, de Zvian, Pow-Pow[16].
- 2023 : La Méduse de Boum, éd. Pow Pow[17].
- 2024 : Je pense que j’en aurai pas, de Catherine Gauthier, Éditions XYZ[18].

### Prix jeunesse ACBD
Depuis 2016, un prix jeunesse ACBD est décerné dans le cadre du Salon du livre et de la presse jeunesse de Montreuil. L’ensemble des adhérents de l’ACBD participe à l'élection du lauréat parmi cinq titres afin de « soutenir et mettre en valeur, dans un esprit de découverte, un livre de bande dessinée, publié en langue française, à forte exigence narrative et graphique, marquant par sa puissance, son originalité, la nouveauté de son propos ou des moyens que l’auteur y déploie ».
- 2016 : Supers, tome 2 : Héros, de Frédéric Maupomé et Dawid, Éditions de la Gouttière[20].
- 2017 : Imbattable, tome 1 : Justice et légume frais, de Pascal Jousselin, Dupuis[21].
- 2018 : Les Croques, tome 1 : Tuer le temps, de Léa Mazé, Éditions de la Gouttière[22].
- 2019 : Le Fils de l’Ursari, de Xavier-Laurent Petit et Cyrille Pomès, Rue de Sèvres[23]
- 2020 : Le Roi des oiseaux d'Alexander Utkin (Gallimard BD)[24].
- 2021 : Ours, de Ben Queen et Joe Todd-Stanton, Kinaye[25].
- 2022 : La Longue Marche des dindes, de Léonie Bischoff, Rue de Sèvres[26].
- 2023 : Mademoiselle Sophie ou la fable du lion et de l'hippopotame, de Vincent Zabus et Hippolyte, Dargaud[27].
- 2024 : Le voyage d'Ours-Lune, de Ho, Rue de Sèvres collection le Renard doré[28].

### Prix Comics
Ce prix est inauguré en 2019. Il récompense un album publié initialement en langue anglaise par un éditeur anglophone, adapté et traduit pour le marché français par un éditeur francophone. Un album répondant aux exigences graphiques et narratives portées par l'association.
Son comité de sélection désigne 5 titres soumis aux votes des adhérents. Il se compose de Yaneck Chareyre (Zoo le mag), Bernard Launois (Auracan), Aurélien Pigeat (Actua BD), Frédéric Grivaud (Zoo le mag), Arthur Bayon (Le Figaro), Valentin Paquot (Linternaute) et Arnaud Tomasini (Comic's Blog).
Le premier prix a été remis au cours de la Comic Con Paris 2019.
- 2019 : Mister Miracle, de Tom King (scénario), Mitch Gerads (dessin), Urban Comics[29]
- 2020 : Kent State, Quatre morts dans l'Ohio, de Derf Backderf (auteur), Çà et là[30]
- 2021 : Coda de Simon Spurrier (scénario) et Matias Bergara (dessin), Boom Studios ; adaptation de Philippe Touboul pour Glénat Comics[31]
- 2022 : Monstres, de Barry Windsor-Smith (auteur), Delcourt[32]
- 2023 : Echolands t.1 de W. Haden Blackman & John H. Williams III, couleurs Dave Stewart, trad. Laurent Laget, éditions Panini[33]
- 2024 : Au-dedans de Will McPhail, Mariner Books, trad. Basile Béguerie, éditions 404 Graphic[34].

## Membres

### Bureau
Bureau élu par l’Assemblée Générale de l’ACBD, le 16 mars 2024 :
- Président : Laurent Gianati, BDGest.com
- Vice-présidente : Loraine Adam, Rolling Stones
- Vice-présidente : Marine Lannot, Ouest France
- Secrétaire général : Benoit Cassel, Planète BD
- Secrétaire adjoint : Yaneck Chareyre, Comixtrip
- Trésorier : Daniel Muraz, Le Courrier Picard
- Trésorier adjoint : Frédéric Michel, avoir-alire.com